# Ореховский (Брестская область)
Оре́ховский (бел. Арэхаўскі, полес. Орэховський) — агрогородок в Кобринском районе Брестской области Беларуси. Входит в состав Дивинского сельсовета.
По данным на 1 января 2016 года население составило 984 человека в 337 домохозяйствах.
В агрогородке расположены почтовое отделение, средняя школа, ясли-сад, дом культуры, амбулатория и магазин.

## География
Агрогородок расположен в 42 км к юго-востоку от города Кобрин, 24 км от станции Городец и в 86 км к востоку от Бреста.
На 2012 год площадь населённого пункта составила 2,9 км² (290 га).

## История
Населённый пункт построен в 1980-е годы на месте осушенного болота. В разное время население составляло:
- 1999 год: 324 хозяйств, 1248 человек;
- 2005 год: 307 хозяйства, 1077 человек;
- 2009 год: 880 человек;
- 2016 год[2]: 337 хозяйств, 984 человека;
- 2019 год[1]: 795 человек.